# Poa abbreviata
Poa abbreviata là một loài cỏ trong họ hòa thảo, thuộc chi poa.